# Trillo (Kasztília-La Mancha)
Trillo egy község Spanyolországban, Guadalajara tartományban. Trillo Arbeteta, Peralveche, Pareja, Mantiel és Cifuentes községekkel határos. Lakosainak száma 1396 fő (2024).

## Népesség
A település népessége az utóbbi években az alábbiak szerint változott:
| Lakosok száma | 1417 | 1336 | 1345 | 1381 | 1483 | 1431 | 1392 | 1319 | 1363 | 1396 |
|               | 2001 | 2004 | 2006 | 2009 | 2011 | 2014 | 2016 | 2019 | 2021 | 2024 |